# Sumble

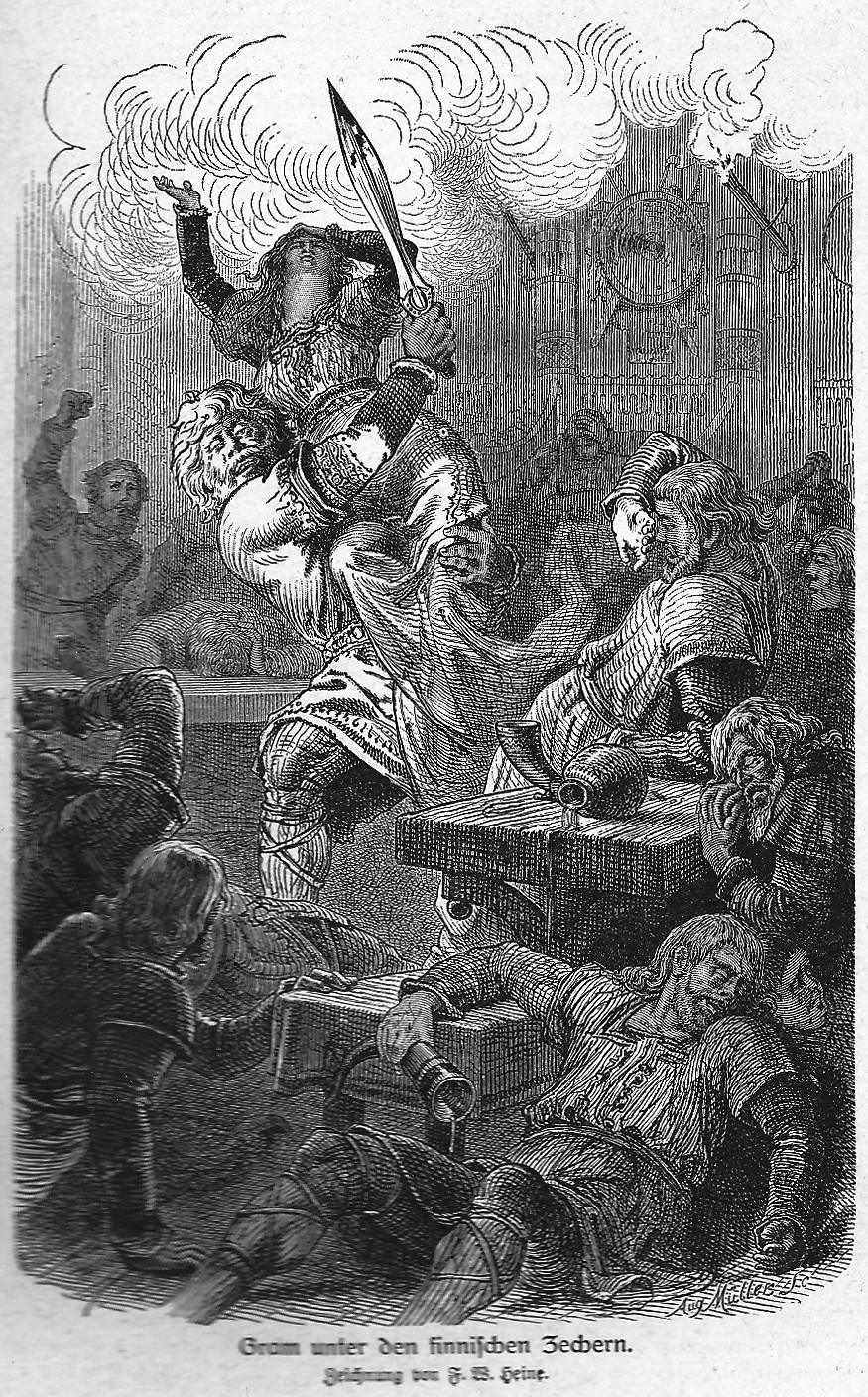
Sumbles Tochter Signe wird den trunkenen Finnen von Gram geraubt (Darstellung von F. W. Heine, 1921)

Sumble (auch Sunmble, Sumle, Sumli oder Sumbli) war ein legendärer König der Finnen, der irgendwann zwischen den Jahren 100 und 400 u. Z. geherrscht haben soll.
Sumble wurde (in der lateinischen Form Sumblus) vor allem in Saxo Grammaticus’ (dänischer) Reichschronik Gesta Danorum überliefert. Um Sumbles Tochter Signe (Signy) sollen sowohl der Dänenkönig Gram (Sohn des Skjöld) als auch der Sachsenkönig Heinrich geworben haben. Zunächst hatte der mit Flotte und Heeresmacht an der finnischen Küste gelandete Gram den König der Finnen gezwungen, ihm Signe zu versprechen. Als Gram wegen eines Krieges gegen Norweger und Schweden wieder umkehren musste, brach Sumble das erzwungene Versprechen und gab Signe stattdessen Heinrich zur Frau (nach anderen Angaben einem Sachsenherzog namens Sigward). Gram erschien auf der Hochzeit, tötete Heinrich und nahm Signe mit nach Dänemark, wo sie ihm einen Sohn names Hading gebar.
Von Sumble soll sich angeblich der Landesname Suomi (Finnland) bzw. der Volksname Suomalaiset (Finnen) ableiten. Finnische Überlieferungen erwähnen jedoch keinen König dieses Namens. Dem dänisch-amerikanischen Schriftsteller Poul Anderson zufolge soll Sumble ein (nordgermanischer) Wikinger gewesen sein, der sich zum Herrscher über einige Finnen aufgeschwungen hatte. In einigen Überlieferungen werden Sumble bzw. sein Gefolge als Trunkenbolde dargestellt, was der schwedische Kulturhistoriker Viktor Rydberg mit dem altgermanischen Trinkgelage Sumbel in Zusammenhang brachte.